# Phrictus tripartitus
Phrictus tripartitus är en insektsart som beskrevs av Metcalf 1938. Phrictus tripartitus ingår i släktet Phrictus och familjen lyktstritar. Inga underarter finns listade i Catalogue of Life.